# PASKAL
Pasukan Khas Laut ou PASKAL, é uma unidade de forças especiais da Marinha Real da Malásia, empregada na ação direta e operações de reconhecimento especial. Também são capazes de empregar a guerra não convencional, guerrilha, guerra na selva, antiterrorismo, proteção de VIP's, assassinato de um inimigo específico e resgate de reféns, assim como defesa interna no estrangeiro.
Foi criada oficialmente em 01 de outubro de 1980, após um período de cinco anos de estabelecimento, com a finalidade de fazer cumprir as reivindicações marítimas da zona económica exclusiva da Malásia por meio de operações mar, ar e terra (semelhante aos SEALs da Marinha dos Estados Unidos).

## História

### Origens

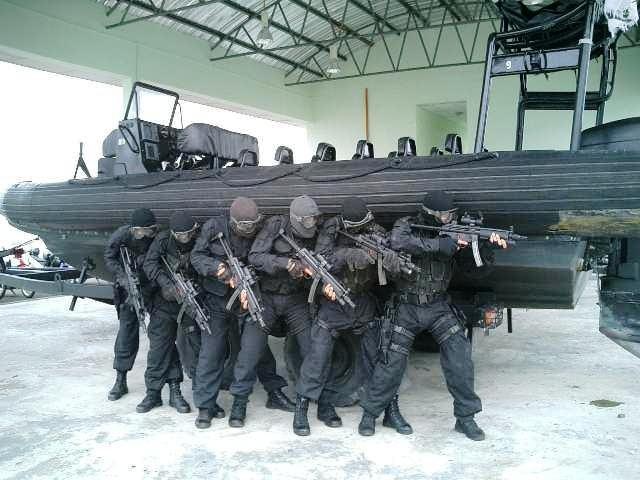
Soldados do Paskal durante um exercício de treinamento.

O PASKAL foi fundado extraoficialmente no ano de 1977. Foi então conhecido como Marinha Real da Malásia com comando naval com base em Woodlands, Singapura; Que era anteriormente conhecido como KD Pelandok no campo de Khatib, Sembawang, em Singapura. Esta unidade está sob a Organização do Regimento de Segurança (em malaio:  Organisasi Rejimen Keselamatan) Que agora é conhecido como o Provost da Marinha (em malaio:  Provos Tentera Laut; Protela).
A PASKAL originou-se em 1975, quando a Marinha Real da Malásia viu a necessidade de um regimento de segurança treinado em guerra marítima moderna. Seu principal objetivo era originalmente o de proteger as bases navais e os espólios nacionais em toda a Malásia. Naquela época, a base principal da MRM era conhecida como KD Malaya (Kapal Diraja Malaya, Navio Real da Malásia), anteriormente conhecida como HMS Malaya antes da independência, em Woodlands, Singapura, que mais tarde foi transferida para a nova base naval em Lumut, Perak, quando foi concluída em 1979.
Em 1977, o primeiro lote foi dividido em dois grupos. O primeiro grupo foi enviado para Corpo de Fuzileiros Navais Indonésios' Comando da selva (em indonésio:  Komando Hutan; Kohut) Curso no Centro de Treinamento de Combate (em indonésio:  Pusat Latihan Tempur; Puslatpur), Selogiri, Banyuwangi, Indonésia, enquanto o segundo grupo com força de 30 oficiais, liderado pelo Capitão Mohd Sutarji Bin Kasmin (Agora Almirante, aposentado), foi enviado ao Centro de Treinamento Marítimo (em indonésio:  Pusat Pendidikan Marinir; Pusdikmar), Kota Pahlawan, Surabaya, na Indonésia, para receber treinamento de comando e selva entregue pela Marinha da Indonésia KOPASKA. Em seu retorno, os quadros foram referidos como Comandos da Marinha.

## Atribuições
Uma das atribuições da PASKAL é lançar operações ofensivas de forma independente via mar, terra e ar em águas inimigas controladas. Os militares foram treinados para conduzir operações marítimas, como anti-pirataria e anti-navio / seqüestro de plataformas de petróleo. A segurança de mais de trinta plataformas de petróleo em águas da Malásia são de exclusiva responsabilidade dos PASKAL, e a unidade tem realizado exercícios regulares de treinamento em cada uma dessas plataformas.